# فهرست فیلم‌های ترسناک دهه ۲۰۱۰
فیلم‌های ترسناک منتشر شده در دههٔ ۲۰۱۰ در مقاله‌های زیر فهرست شده‌اند:
- فهرست فیلم‌های ترسناک ۲۰۱۰
- فهرست فیلم‌های ترسناک ۲۰۱۱
- فهرست فیلم‌های ترسناک ۲۰۱۲
- فهرست فیلم‌های ترسناک ۲۰۱۳
- فهرست فیلم‌های ترسناک ۲۰۱۴
- فهرست فیلم‌های ترسناک ۲۰۱۵
- فهرست فیلم‌های ترسناک ۲۰۱۶
- فهرست فیلم‌های ترسناک ۲۰۱۷
- فهرست فیلم‌های ترسناک ۲۰۱۸
- فهرست فیلم‌های ترسناک ۲۰۱۹